# Весос, Халдис Мурен
Ха́лдис Му́рен Ве́сос (также Халлдис Мурен-Весос, норв. Halldis Moren Vesaas; 18 ноября 1907, Трюсиль— 8 сентября 1995, Осло) — норвежская поэтесса, переводчица, автор книг для детей. Писала на нюнорске.

## Биография
Весос родилась 18 ноября 1907 в Трюсиле в семье писателя Свена Морена, сестра писателя Зигмунда Морена. Дебютировала книгой стихов Арфа и кинжал (1929). В 1931 вышла замуж за Тарьея Весоса. Автор переводов и переделок драм для театра. Умерла Весос 8 сентября 1995 в Осло.
Дочь — писательница Гури Весос (род. 1939).

## Признание
Обладательница многих наград, включая Почётную премию Браги (1994). C 1995 в Норвегии вручается поэтическая премия Халдис Мурен Весос.

### На русском языке
- Халлдис Мурен-Весос // Из норвежской поэзии: 10 норвежских лириков / Сост. И. Дмоховская, Л. Горлина; Послесл. Л. Горлиной; Ред. К. Фёдорова. — М.: Прогресс, 1967. — С. 31—38. — 104 с.